# Richard Wright (escritor)
Richard Nathaniel Wright (4 de septiembre de 1908; Roxie, Estados Unidos - París, Francia; 28 de noviembre de 1960) fue un escritor estadounidense de novela, relato, poesía y ensayo, cuyo trabajo resultó en ocasiones polémico. 
Gran parte de su literatura hace referencia a temas raciales, especialmente aquellos que se refieren a la difícil situación de los afroamericanos a finales del siglo XIX y en la primera mitad del XX. La crítica literaria considera que su obra ayudó a redefinir los debates sobre las relaciones raciales en Estados Unidos a mediados del siglo XX.

## Primeros años

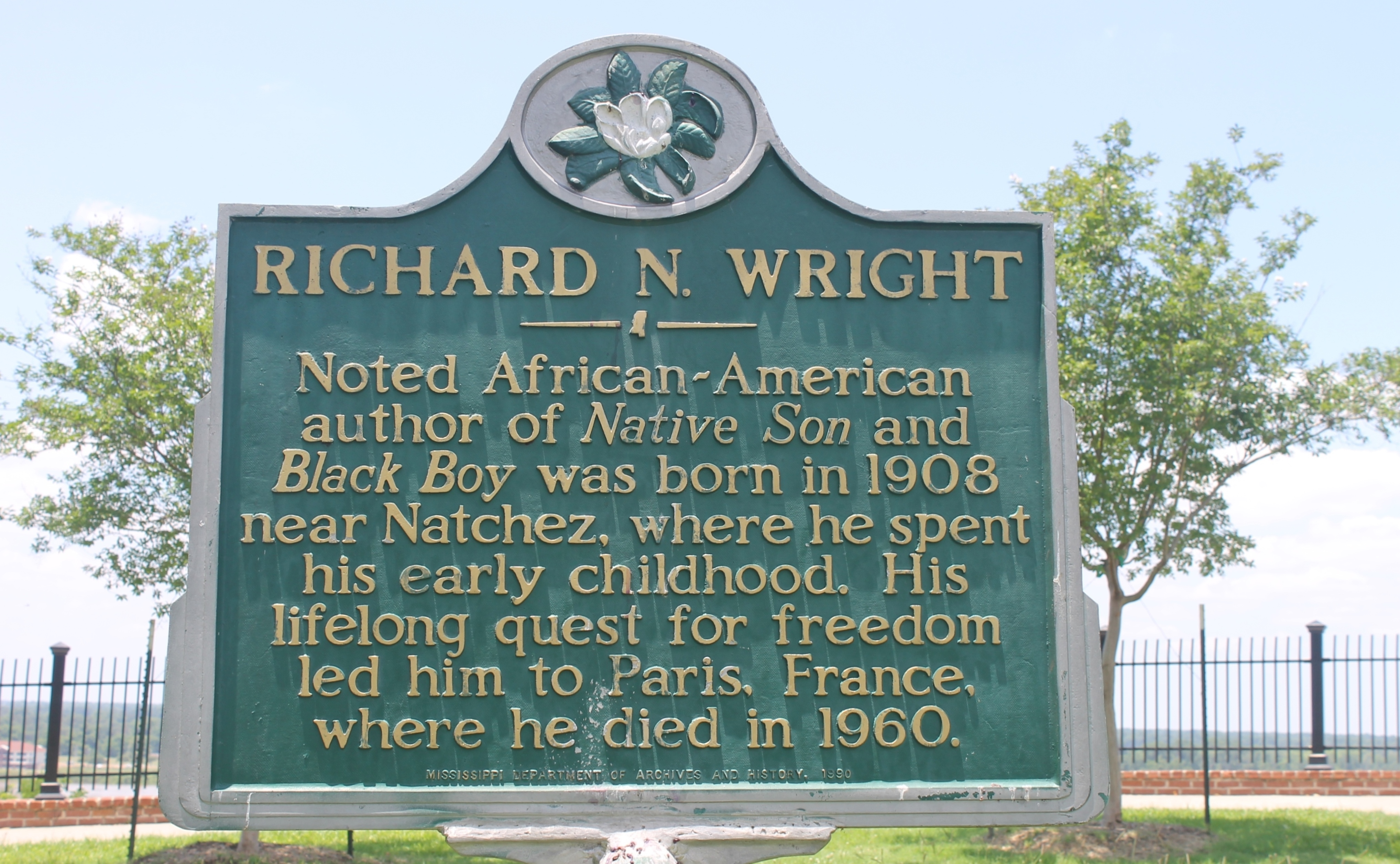
Un marcador histórico en Natchez, Mississippi, que conmemora a Richard Wright, que nació cerca de la ciudad.

Wright nació en la plantación Rucker en Roxie, Misisipi, el 4 de septiembre de 1908. Fue el primero de los dos hijos de Ella Wilson, una maestra de escuela primaria, y Nathaniel Wright, un aparcero analfabeto.
A finales de 1912, la familia se trasladó a Memphis, Tennessee, y Nathaniel abandonó la familia unos meses más tarde. En 1914, cuando Ella enfermó, Wright y su hermano fueron colocados bajo el cuidado temporal de Settlement House, un orfanato metodista. En 1916, los chicos se reunieron con su madre y se trasladaron a Jackson, Misisipi, a vivir con su abuela materna, Margaret Wilson.
Más tarde, la familia se fue a vivir con los tíos de Wright en Elaine, Arkansas, pero abandonaron el lugar tras la «desaparición» del tío, Silas Hoskins, en 1916, según se dijo muerto a manos de un blanco. La familia huyó a West Helena, donde vivían atemorizados en habitaciones alquiladas por semanas.
En 1917, la señora Wright llevó a los chicos a Jackson, Misisipi, durante varios meses, pero en el invierno de 1918 regresaron a West Helena. En 1919, la señora Wright sufrió un derrame cerebral, causando una mayor desintegración familiar. Wright aceptó a regañadientes ir a vivir con su tíos Clark y Jody en Greenwood, Misisipi, donde podía estar cerca de su madre; pero las restricciones impuestas por sus tíos eran excesivas para él, que obtuvo permiso para volver a Jackson a vivir con su abuela.
Wright vivió en Jackson desde principios de 1920 hasta finales de 1925. Aquí se sentía asfixiado por su tía y su abuela, que trataron de obligarlo a orar para encontrar a Dios.[cita requerida] Más tarde, amenazó con irse de casa porque su abuela se negaba a permitirle trabajar los sábados, debido a que la Iglesia Adventista del Séptimo Día establece los sábados como día de reposo. Los primeros conflictos con su tía y su abuela le dejaron una hostilidad duradera contra las soluciones religiosas para tratar problemas cotidianos.
A la edad de quince años, Wright escribió su primer relato, "El vudú de medio acre del infierno" ("The Voodoo of Hell's Half-Acre"), que fue publicado en el periódico local de negros Southern Register. En 1923 superó la escuela primaria, y fue el estudiante con las mejores notas de la escuela secundaria Robertson Smith, donde se le encargó el discurso de graduación. Decidido a no ser llamado un Tío Tom, se negó a dar el discurso que el director había preparado para no ofender a los funcionarios blancos del distrito escolar, y finalmente convenció a los administradores negros para que le permitieran leer una versión de su propio discurso. En septiembre del mismo año, se matriculó en cursos de matemáticas, inglés e historia en la nueva Escuela Secundaria Lanier en Jackson, pero tuvo que dejar las clases debido a su asistencia irregular, ya que necesitaba trabajar para contribuir a los ingresos de la familia. Su infancia en Memphis y Misisipi marcaría sus impresiones sobre el racismo estadounidense.

## Chicago
Wright y su familia se trasladaron a Chicago en 1927. Consiguió trabajo como empleado postal y, en su tiempo libre, leyó a otros escritores y estudió sus estilos. En 1931, al perder su trabajo durante la Gran Depresión, se vio obligado a recurrir a la beneficencia. En 1932 comenzó a asistir a las reuniones del Club John Reed. Este estaba controlado por el Partido Comunista, por lo que Wright estableció relación con algunos miembros del partido. Especialmente interesado en los contactos literarios realizados en las reuniones, Wright se unió formalmente al Partido Comunista a finales de 1933 y, como poeta revolucionario, escribió numerosos poemas proletarios, como "He visto manos negras" ("I Have Seen Black Hands"), "Nosotros, los de las calles" ("We of the Streets"), "Hojas rojas de libros rojos" ("Red Leaves of Red Books"), para periódicos como The New Masses y otros de izquierda. Una lucha de poder dentro de la sección de Chicago del Club John Reed llevó a la disolución de la dirección; a Wright le habían dicho que contaba con el apoyo de los miembros del partido del club si estaba dispuesto a unirse al mismo.
En 1935, Wright había completado su primera novela, Pozo negro (Cesspool), que sería publicada póstumamente como Lawd Today en 1963, y en enero de 1936 su relato "Gran chico se va de casa" ("Big Boy Leaves Home"), que fue aceptada para su publicación en New Caravan. En febrero, Wright comenzó a trabajar con el Congreso Nacional Negro, y en abril presidió el Grupo de Escritores de la Zona Sur (South Side Writers Group), entre cuyos miembros estaban Arna Bontemps y Margaret Walker. Wright presentó algunos de sus ensayos críticos y poesías al grupo para su comentario e hizo lecturas de algunos de sus cuentos. En 1936, también estuvo revisando Pozo negro. A través del club, Wright había editado Frente de Izquierda (Left Front), una revista que el Partido Comunista cerró en 1937 a pesar de las reiteradas protestas de Wright. Durante este periodo, Wright también colaboró en la revista The New Masses. Si bien en un principio se sintió complacido por sus relaciones positivas con los comunistas blancos en Chicago, más tarde fue humillado en Nueva York por algunos que retiraron una oferta para encontrarle vivienda debido a su raza. Para empeorar las cosas, algunos comunistas negros lo condenaron, calificándolo de intelectual burgués, educado y excesivamente asimilado a la sociedad blanca. Sin embargo, Wright era básicamente autodidacta, después de haber sido forzado a terminar su educación pública al finalizar la escuela primaria.
Wright insistía en que los escritores jóvenes comunistas debían recibir espacio para cultivar su talento.Sus relaciones de trabajo con un nacionalista negro comunista, junto a su insatisfacción con las actitudes y restricciones impuestas en el seno del partido, condujeron a una disputa pública con la organización y con algunos de sus líderes. Más tarde describiría este episodio a través del personaje ficticio Buddy Nealson, un comunista afroamericano, en su ensayo I tried to be a Communist (1944).  De hecho, las relaciones con el partido llegaron a hacerse violentas: Wright fue amenazado a punta de cuchillo por trabajadores simpatizantes de la organización, denunciado como trotskista en la calle por huelguistas y agredido físicamente por antiguos camaradas cuando intentó unirse a ellos durante la marcha del Primero de Mayo de 1936.

## Nueva York
En 1937, Richard Wright se trasladó a Nueva York, donde forjó nuevos lazos con miembros del Partido Comunista después de haberse establecido. Trabajó en la guía de la ciudad, New York Panorama, de 1938, por el Proyecto Federal de Escritores de la WPA, y escribió un ensayo en Harlem. Wright se convirtió en el editor del Daily Worker en Harlem. Él estaba feliz de que durante su primer año en Nueva York todas sus actividades involucraban escritos de algún tipo. En el verano y otoño escribió más de doscientos artículos para el Daily Worker y ayudó a editar una breve revista literaria, New Challenge. También, el año fue un hito para Wright porque conoció y desarrolló una amistad con Ralph Ellison que duraría años y se enteró de que recibiría el primer premio de quinientos dólares de la revista Story por su cuento "Fuego y nube" ("Fire and Cloud").
Después de que Wright recibiera el premio de la revista Story a comienzos de 1938, dejó de lado su manuscrito Lawd Today y despidió a su agente literario, John Troustine. Contrató a Paul Reynolds, el conocido agente de Paul Laurence Dunbar, para representarlo. Mientras tanto, la revista Story le ofreció a la editorial Harper todos los cuentos premiados de Wright para un libro y Harper decidió publicarlos.
Wright ganó la atención nacional por la colección de cuatro cuentos titulados Los hijos del Tío Tom (Uncle Tom's Children) de 1938, en la que se basó en algunas historias de linchamientos de negros en el Sur Profundo. La publicación y la favorable acogida de Los hijos del Tío Tom mejoraron la situación de Wright con el Partido Comunista y le permitió establecer un grado razonable de estabilidad financiera. Fue nombrado miembro del consejo editorial de The New Masses y Granville Hicks, un prominente crítico literario y simpatizante comunista, le presentó a izquierdistas en Boston. Por el 6 de mayo de 1938 las excelentes ventas le habían proporcionado suficiente dinero para mudarse a Harlem, donde comenzó a escribir Hijo nativo (Native Son) de 1940.
La colección también le valió una Beca Guggenheim, que le permitió completar Hijo nativo. Fue el primer libro de un autor afroamericano en ser considerado libro del mes por el conocido Book of the Month Club. El personaje principal, Bigger Thomas, representa las limitaciones que la sociedad le coloca a los afroamericanos, las cuales sólo podían ser superadas por su protagonista a través de su atroz comportamiento.

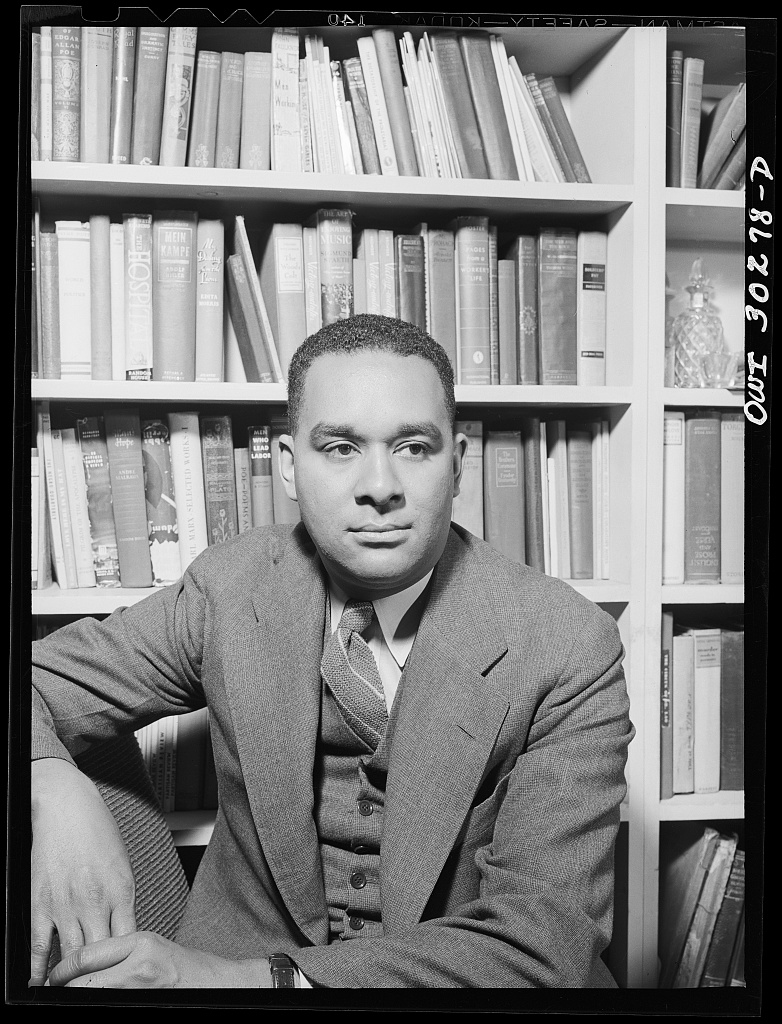
Richard Wright fotografiado en 1943 por Gordon Parks.

Wright fue criticado por la focalización de sus obras en la violencia. En el caso de Hijo nativo, las personas se quejaron de que retrató a un hombre negro que podía verse como la confirmación de los peores temores de los blancos. El período siguiente a publicación de Hijo nativo fue un tiempo muy ocupado para Wright. En julio de 1940 viajó a Chicago para hacer una investigación sobre la historia popular de los negros para acompañar las fotografías seleccionadas por Edwin Rosskam. Mientras estuvo en Chicago visitó la American Negro Exhibition con Langston Hughes, Arna Bontemps y Claude McKay.
Luego viajó a Chapel Hill, Carolina del Norte, donde él y Paul Green colaboran en una espectacular versión de Hijo nativo. En enero de 1941 Wright recibió la prestigiosa Medalla Spingarn por el logro digno de mención por un negro. Hijo nativo se estrenó en Broadway en marzo de 1941, con Orson Welles como director y con críticas favorables. Un volumen de fotografías casi completamente extraídas de los archivos de la Administración de Seguridad Agraria, con la nota de Wright, Twelve Million Black Voices: A Folk History of the Negro in the United States, se publicó en octubre de 1941 a la aclamación amplia de la crítica.
La novela de Wright semiautobiográfica Chico negro (Black boy), de 1945, describe su vida en Roxie hasta su traslado a Chicago, sus enfrentamientos con su familia de adventistas, sus dificultades con los patronos blancos y su aislamiento social. Hambre americana (American hunger), fue publicada póstumamente en 1977, originalmente como el segundo volumen de Niño negro. La edición de la Biblioteca de Norteamérica (Library of America) fue restaurada a esa forma.
Este libro detalla la participación de Wright en los clubes John Reed y el Partido Comunista, que dejó en 1942. El libro deja la impresión de que abandonó el partido anteriormente, pero su retirada no se hizo pública hasta 1944. En la edición reformada, su estructura díptica refleja los dogmatismos y la intolerancia del comunismo organizado, por su desprecio a la literatura "burguesa" y a los miembros "apartados" del partido, mostrando su similitud con las religiones organizadas fundamentalistas. Wright desaprobaba las purgas en la Unión Soviética. Sin embargo, Wright siguió creyendo en soluciones democráticas de extrema izquierda para los problemas políticos.

## París
Investigado por el FBI desde 1943 —y durante el resto de su vida— a causa de sus posiciones políticas, e incómodo por el racismo imperante en los Estados Unidos, Wright se trasladó a París en 1946 y se convirtió en un estadounidense expatriado permanentemente. En París, hizo amistad con Jean-Paul Sartre y Albert Camus. Su fase existencialista fue representada en su segunda novela, El extraño (The Outsider), de 1953, que describe la participación de un personaje afroamericano con el Partido Comunista en Nueva York. También fue amigo de escritores expatriados, como Chester Himes y James Baldwin, aunque la relación con este último terminó con amargura después de que Baldwin publicó su ensayo La novela de la protesta de todos  (Everybody's Protest Novel) (recopilado en Notas de un hijo nativo), en la que criticó la imagen estereotipada que Wright le dio a Bigger Thomas. En 1954 publicó una novela menor, Vacaciones salvajes (Savage Holiday). Después de convertirse en ciudadano francés en 1947, Wright siguió viajando a través de Europa, Asia y África. Estas experiencias fueron la base de numerosas obras de no ficción. Una de ellas fue Poder negro (Black Power), de 1954, un comentario sobre las naciones emergentes de África.
En 1949, Wright contribuyó a la antología de escritos anticomunistas El Dios que falló (The God That Failed); su ensayo fue publicado en la revista Atlantic Monthly tres años antes y se deriva de la parte no publicada de Chico negro. Esto condujo a que fuera invitado a unirse al Congreso por la Libertad Cultural, sospechando acertadamente que tenía conexiones con la CIA. Tanto la CIA como el FBI tuvieron a Wright bajo vigilancia a partir de 1943. Durante el macarthismo, Wright fue colocado en la lista negra de los jerarcas de los estudios de Hollywood en la década de 1950, pero, en 1950, protagonizó al adolescente Bigger Thomas (lo interpretó con 42 años de edad) en una versión argentina de la película de Hijo nativo.
En 1955, Wright visitó Indonesia para la Conferencia de Bandung y escribió sus observaciones en La cortina de color: un informe sobre la Conferencia de Bandung (The Color Curtain: A Report on the Bandung Conference). Wright fue optimista acerca de las posibilidades que planteaba esta reunión entre naciones oprimidas recientemente.
En 1956, después de que el régimen de Franco estableciera sus primeros contactos con el gobierno estadounidense y la ONU,  Wright viajó por España y recogió un retrato despiadado de la sociedad nacional-católica en su libro Pagan Spain (New York, Harpers, 1957) en el que reflexiona sobre el papel de la religión católica en la configuración de la sociedad española y el modo en que el franquismo fomentó el sentimiento religioso para servirse de él. El libro se tradujo solo en 1989 (España pagana, Madrid, Orígenes; traducción, introducción y notas de Salvador Guerra).
Otras obras de Richard Wright son ¡Escucha, hombre blanco! (White man, listen!), de 1957; una novela, El largo sueño (The Long Dream), en 1958; así como una colección de cuentos, Ocho hombres (Eight men), publicada en 1961, poco después de su muerte. Sus obras tratan de la pobreza, la ira y las protestas de los afroestadounidenses urbanos del norte y el sur.
Su agente, Paul Reynolds, envió críticas abrumadoramente negativas del manuscrito de cuatrocientas páginas Isla de las alucinaciones (Island of Hallucinations) de Wright, en febrero de 1959. A pesar de ello, en marzo, Wright esbozó una novela en la que busca ser liberado de su condicionamiento racial y convertirse en un personaje dominante. En mayo de 1959, Wright quería dejar París para vivir en Londres. Sentía que las políticas francesas estaban cada vez más sumisas a la presión estadounidense. La tranquilidad parisina que había disfrutado fue destrozada por las riñas y ataques instigados por enemigos de los escritores negros expatriados.
El 26 de junio de 1959, después de una fiesta que celebraba la publicación francesa de ¡Escucha, hombre blanco!, Wright enfermó, víctima de un virulento ataque de disentería amebiana probablemente contraída durante su estancia en Costa de Oro británica. En noviembre de 1959, su esposa había encontrado un apartamento en Londres, pero la enfermedad de Wright y "cuatro complicaciones en doce días" con funcionarios de inmigración británica terminaron con su deseo de vivir en Inglaterra.
El 19 de febrero de 1960, Wright aprendió de Reynolds que el estreno en Nueva York de la adaptación teatral de El largo sueño recibió críticas tan malas que el adaptador, Ketti Frings, decidió cancelar otras actuaciones. Mientras tanto, Wright se estaba enfrentando con otros problemas para tratar de publicar El largo sueño en Francia. Estos retrocesos le impidieron acabar sus revisiones de Isla de las alucinaciones, que necesitaba para obtener un contrato con Doubleday.
En junio de 1960, Wright grabó para una radio francesa una serie de discusiones que trataban principalmente de sus libros y su carrera literaria. También abarcaba la situación racial en los Estados Unidos y el mundo, y denunció específicamente la política estadounidense en África. A finales de septiembre, para cubrir los gastos extras de la mudanza de su hija Julia de Londres a París para asistir a la Sorbona, Wright escribió textos de fundas de discos para Nicole Barclay, director de la mayor compañía discográfica en París.
A pesar de sus dificultades financieras, Wright se negó a comprometer sus principios, por lo que rechazó la participación en una serie de programas para una radio canadiense, porque sospechaba del control estadounidense. Por la misma razón, rechazó una invitación del Congreso por la Libertad Cultural para ir a la India a hablar en una conferencia en memoria de Leo Tolstoy. Siguió interesado en la literatura, ayudó a Kyle Onstott a publicar en Francia a su obra Mandingo, de 1957. Su última demostración de energía explosiva se produjo el 8 de noviembre de 1960 en su polémica conferencia "La situación del artista negro e intelectual en los Estados Unidos", dirigida a los estudiantes y miembros de la Iglesia Americana en París. Wright argumentó que la sociedad estadounidense ha reducido a los miembros más militantes de la comunidad negra a esclavos cuando han querido cuestionar el statu quo racial. Ofreció como prueba a los ataques subversivos de los comunistas contra Hijo nativo y las riñas que James Baldwin y otros autores buscaron con él.
El 26 de noviembre de 1960, Wright habló con entusiasmo de La bondad de papi (Daddy Goodness) con Langston Hughes y le dio el manuscrito. Wright contrajo la disentería amebiana en una visita a África en 1957, y a pesar de diversos tratamientos, su salud se deterioró en los tres años siguientes. Murió en París de un ataque cardiaco a la edad de 52 años. Fue enterrado en el cementerio del Père-Lachaise. Sin embargo, su hija Julia afirmó que su padre fue asesinado.
Una serie de obras de Wright se han publicado póstumamente. Algunos de los pasajes más impactantes de Wright, relacionados con la raza, el sexo y la política, fueron cortados o se omitieron antes de la publicación original. En 1991, se publicaron versiones íntegras de Hijo nativo, Chico negro y otras obras. Además, en 1994, se publicó su novela Rito de pasaje (Rite of Passage) por primera vez.
En los últimos años de su vida, Richard Wright se enamoró de la forma poética japonesa del Haiku, escribiendo cerca de 4000 poemas en ese estilo. En 1998 se publicó un libro ("Haiku: este otro mundo" ISBN 0-385-72024-6) con 817 de sus haikus favoritos.
Una colección de escritos de viajes de Wright fue publicada por la editorial de la Universidad de Misisipi en 2001. A su muerte, Wright dejó un libro inacabado, La ley de un padre (A Father's law). Trata de un policía negro y su hijo que son sospechosos de asesinato. Su hija Julia Wright publicó La ley de un padre en enero de 2008. Una edición compilada que contiene obras políticas de Wright fue publicada bajo el título de Tres libros del exilio: Poder negro; La cortina de color; y ¡Escucha, hombre blanco! (Three books from exile: Black Power; The color curtain; and White man, listen!).

## Vida familiar
Wright se casó con Dhima Rose Meadman en 1939, una profesora de danza moderna de ascendencia judío-rusa, pero se divorciaron un año más tarde. En 1941, se casó con Ellen Poplar, hija de inmigrantes polacos de ascendencia judía y una organizadora del Partido Comunista en Brooklyn. Tuvieron dos hijas: Julia, en 1942, y Rachel, en 1949.

## Influencias literarias
En Chico negro, Wright discutió una serie de autores cuyas obras influenciaron su propia obra, incluyendo H.L. Mencken, Gertrude Stein, Fyodor Dostoevsky, Sinclair Lewis, Marcel Proust y Edgar Lee Masters.

## Publicaciones
Recopilaciones

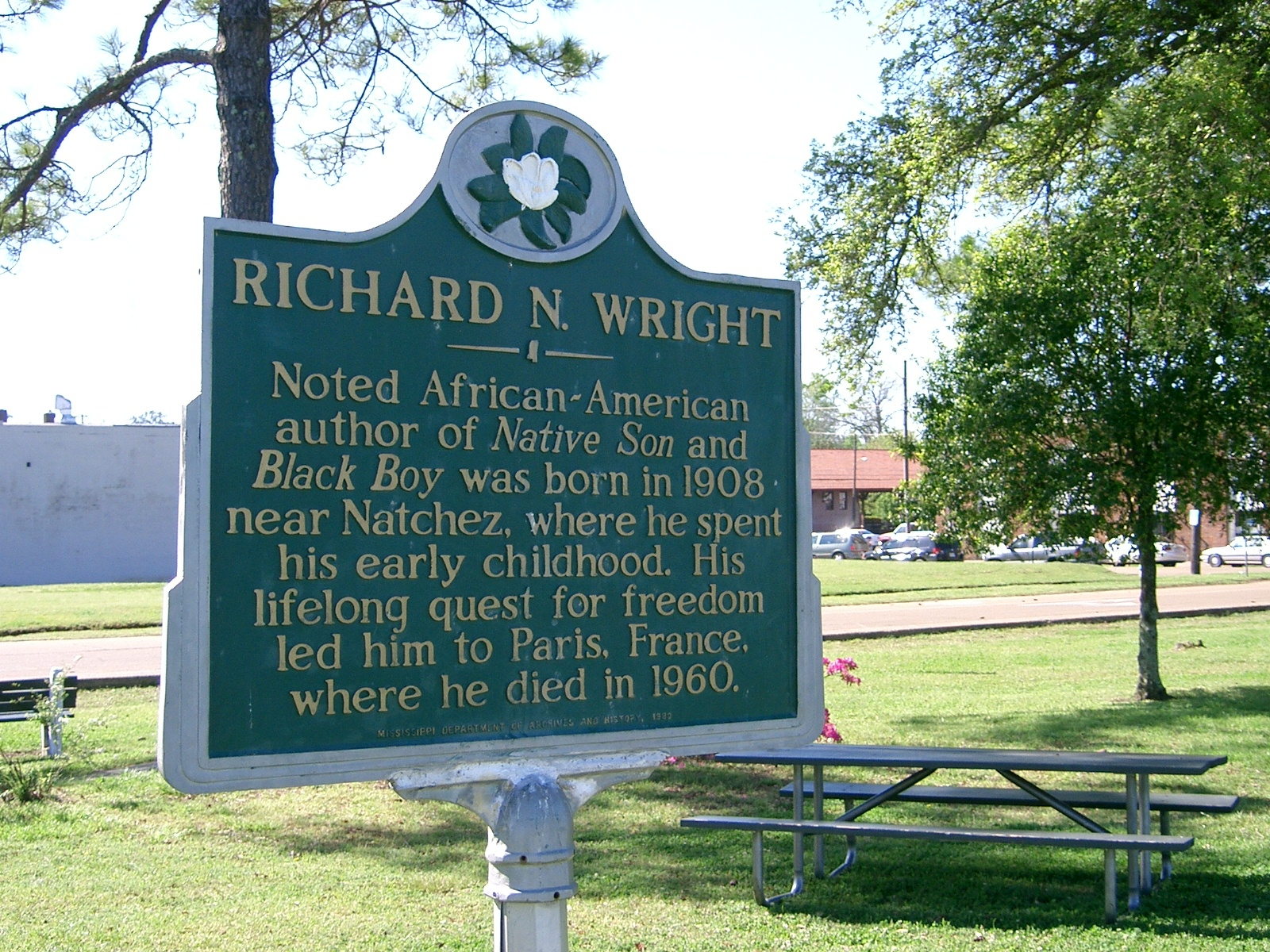
Placa en recuerdo de de Richard Wright, en Natchez.

- Richard Wright: Early Works (ed., Arnold Rampersad). Library of America, 1991. ISBN 978-0-94045066-6
- Richard Wright: Later Works (ed., Arnold Rampersad). Library of America, 1991. ISBN 978-0-940450-67-7

Drama
- Native Son: The Biography of a Young American con Paul Green. Nueva York: Harper, 1941.

Ficción
- Uncle Tom's Children. Nueva York: Harper, 1938.  (Los hijos del Tío Tom, Eds. Sudamericana, 1946)
- The Man Who Was Almost a Man. Nueva York: Harper, 1939.  (El hombre que era casi un hombre)
- Native son. Nueva York: Harper, 1940.  (Hijo nativo, Barcelona, Círculo de Lectores, 2001)
- The Outsider. Nueva York: Harper, 1953.  (El extraño, Editorial Sudamericana, 1954)
- Savage Holiday. Nueva York: Avon, 1954.  (Vacaciones salvajes)
- The Long Dream. Garden City, New York: Doubleday, 1958. (El largo sueño, Editorial Sudamericana, 1960)
- Eight Men. Cleveland and New York: World, 1961.  (Ocho hombres', Editorial Sudamericana, 1962)
- Lawd Today. Nueva York: Walker, 1963.
- Rite of Passage. New York: Harper Collins, 1994.  (Rito de pasaje)
- A Father's Law. Londres: Harper Perennial, 2008.  (La ley de un padre)

No ficción
- How "Bigger" Was Born; Notes of a Native Son. Nueva York: Harper, 1940.
- 12 Million Black Voices: A Folk History of the Negro in the United States. Nueva York: Viking, 1941.
- Black boy. Nueva York: Harper, 1945.  (Chico negro, Grupo Unisón Producciones, 2007)
- Black Power. Nueva York: Harper, 1954.  (Poder negro)
- The color curtain. Cleveland y Nueva York: World, 1956.  (La cortina de color)
- Pagan Spain. Nueva York: Harper, 1957.  (España pagana, Madrid, Orígenes, 1988)
- Letters to Joe C. Brown. Kent State University Libraries, 1968.  (Cartas para Joe C. Brown)
- American Hunger. Nueva York: Harper & Row, 1975.  (Hambre americana, Barcelona, Noguer Ediciones, 1978)

Ensayos
- The Ethics Of Living Jim Crow: An Autobiographical Sketch (1937)
- Introduction to Black Metropolis: A Study of Negro Life in a Northern City (1945)
- I Choose Exile  (1951)
- White man, listen!. Garden City, Nueva York: Doubleday, 1957.  (¡Escucha, hombre blanco!, Editorial Sudamericana, 1959)
- Blueprint for Negro Literature. Nueva York, New York, 1937.[14]
- The God that Failed. colaborador, 1949. (El Dios que falló)

Poesía
- Haiku: This Other World. Eds. Yoshinobu Hakutani and Robert L. Tener. Arcade, 1998.  (Haiku: este otro mundo)